# Shiwan, Huazhou
Shiwan (kinesiska: 石湾) är ett stadsdelsdistrikt i sydöstra Kina. Det ligger i Huazhou i staden Maoming i provinsen Guangdong, omkring 320 kilometer sydväst om provinshuvudstaden Guangzhou. Antalet invånare är 38 605. Befolkningen består av 18 553 kvinnor och 20 052 män. Barn under 15 år utgör 31 %, vuxna 15-64 år 59 %, och äldre över 65 år 9,0 %.